# Here Comes My Girl
«Here Comes My Girl» es una canción escrita por Tom Petty y Mike Campbell, y grabada por Tom Petty and the Heartbreakers, su tercer sencillo de su álbum de 1979, Damn the Torpedoes. Alcanzó el puesto número 59 en el Billboard Hot 100 de Estados Unidos el 24 de mayo de 1980.

## Contenido
En una entrevista de noviembre de 2003, el guitarrista Mike Campbell explicó la historia detrás de «Here Comes My Girl»:

Es muy similar a «Refugee»; las dos fueron escritas la misma semana. Hice algunas maquetas y a Tom le gustaron las dos. «Here Comes My Girl» era interesante porque teníamos el estribillo y Tom no estaba seguro de cómo hacer la estrofa, siguió intentando cantarla de diferentes maneras y finalmente se le ocurrió cantarla a medias, y fue entonces cuando la canción pareció cobrar vida.

## Recepción
Cash Box lo llamó un «sencillo verdaderamente excelente» con una «introducción narrativa convincentemente honesta» y un «hook al estilo de The Byrds». Record World la llamó una «balada furiosa» y dijo que la «dura forma de hablar/cantar de Petty se convierte en un bonito hook».

## Créditos
- Tom Petty - Voz y guitarra rítmica
- Mike Campbell - Guitarra líder
- Ron Blair - Bajo
- Stan Lynch - Batería y coros
- Benmont Tench - Piano y órgano

## Posicionamiento en listas
| Lista (1980)              | Mejor posición |
| ------------------------- | -------------- |
| Canadian RPM Top Singles  | 82             |
| New Zealand Singles Chart | 41             |
| Billboard Hot 100         | 59             |

## Versiones
- En 2009, Matthew Sweet y Susanna Hoffs hicieron un cover de la canción para su álbum de versiones, Under the Covers, Vol. 2.
- En 2011, Relient K hizo una versión para su álbum de versiones, Is for Karaoke.
- En 2024, Weezer lanzó una versión para la banda sonora de la serie de televisión Bad Monkey.[5]